# Бест (Нидерланды)
Бест (нидерл. Best) — община и поселение в Нидерландах. Находится в провинции Северный Брабант, на северо-запад от Эйндховена, являясь частью агломерации этого города.
В Бесте расположены штаб-квартира крупнейшего в Европе мясоперерабатывающего предприятия Vion NV, а также центры производства компаний Philips Healthcare и Bata Protection.